# فرانسوا روي
فرانسوا روي هو سياسي كندي، ولد في 1896، وتوفي في 1970.